# Філдбрук (Каліфорнія)
Філдбрук (англ. Fieldbrook) — переписна місцевість (CDP) в США, в окрузі Гумбольдт штату Каліфорнія. Населення — 827 осіб (2020).

## Географія
Філдбрук розташований за координатами 40°58′21″ пн. ш. 124°1′37″ зх. д. / 40.97250° пн. ш. 124.02694° зх. д. (40.972595, -124.026821).  За даними Бюро перепису населення США в 2010 році переписна місцевість мала площу 27,12 км², з яких 27,11 км² — суходіл та 0,01 км² — водойми.

## Демографія
Згідно з переписом 2010 року, у переписній місцевості мешкало 859 осіб у 347 домогосподарствах у складі 232 родин. Густота населення становила 32 особи/км².  Було 377 помешкань (14/км²).
Расовий склад населення:
| - 88,8 % — білих - 2,2 % — корінних американців - 0,6 % — азіатів - 0,5 % — чорних або афроамериканців - 1,6 % — осіб інших рас |

До двох чи більше рас належало 6,3 %. Частка іспаномовних становила 5,9 % від усіх жителів.
За віковим діапазоном населення розподілялося таким чином: 18,9 % — особи молодші 18 років, 69,3 % — особи у віці 18—64 років, 11,8 % — особи у віці 65 років та старші. Медіана віку мешканця становила 47,0 року. На 100 осіб жіночої статі у переписній місцевості припадало 100,2 чоловіків;  на 100 жінок у віці від 18 років та старших — 96,9 чоловіків також старших 18 років.
Середній дохід на одне домашнє господарство  становив 78 606 доларів США (медіана — 64 750), а середній дохід на одну сім'ю — 91 315 доларів (медіана — 82 500). Медіана доходів становила 55 125 доларів для чоловіків та 52 656 доларів для жінок. За межею бідності перебувало 23,2 % осіб, у тому числі 39,2 % дітей у віці до 18 років та 13,7 % осіб у віці 65 років та старших.
Цивільне працевлаштоване населення становило 312 особи. Основні галузі зайнятості: освіта, охорона здоров'я та соціальна допомога — 31,4 %, будівництво — 10,9 %, роздрібна торгівля — 8,7 %, транспорт — 7,7 %.